# 国展站 (北京市)
国展站是北京地铁15号线上的一座车站，位于北京市顺义区空港街道京密路、天北路交叉口。

## 位置
国展站位于京密路（G101、G111）和天北路交汇处北侧，中国国际展览中心新馆东门外，呈南北走向。

## 结构

### 车站楼层
该站为高架车站，岛式站台设计。站内主要色调为中国红。站外设有2处P+R停车场。

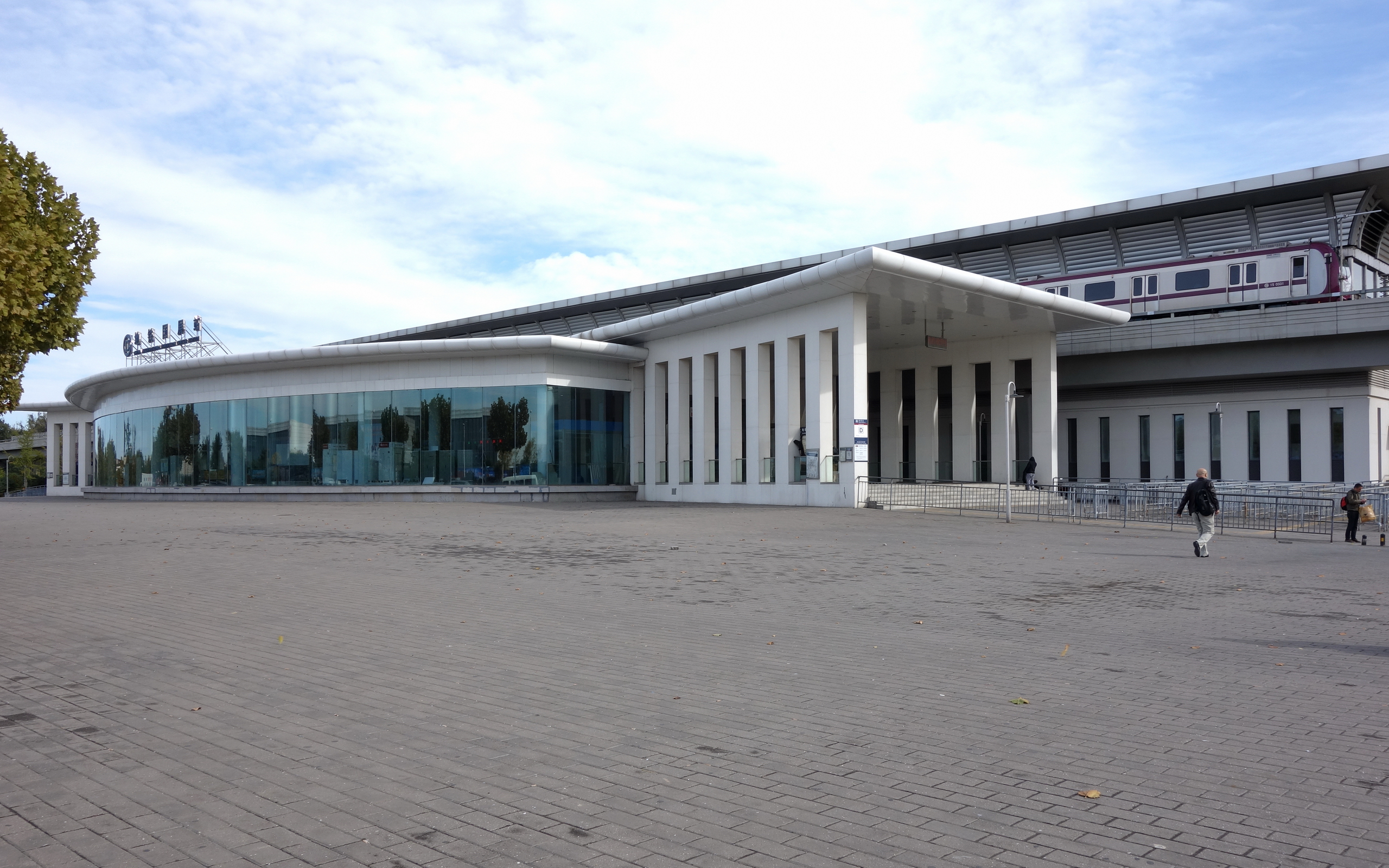
国展站站前广场（2016年10月摄），该站为高架车站

| 地上二层 站台层 |                          | █ 15号线往清华东路西口（孙河）   |
| 地上二层 站台层 | 岛式站台，左側開门       |                                  |
| 地上二层 站台层 | █ 15号线往俸伯（花梨坎） |                                  |
| 地面层 站厅层   | 站厅                     | 票务服务、自动售票机、一卡通充值 |

### 站厅

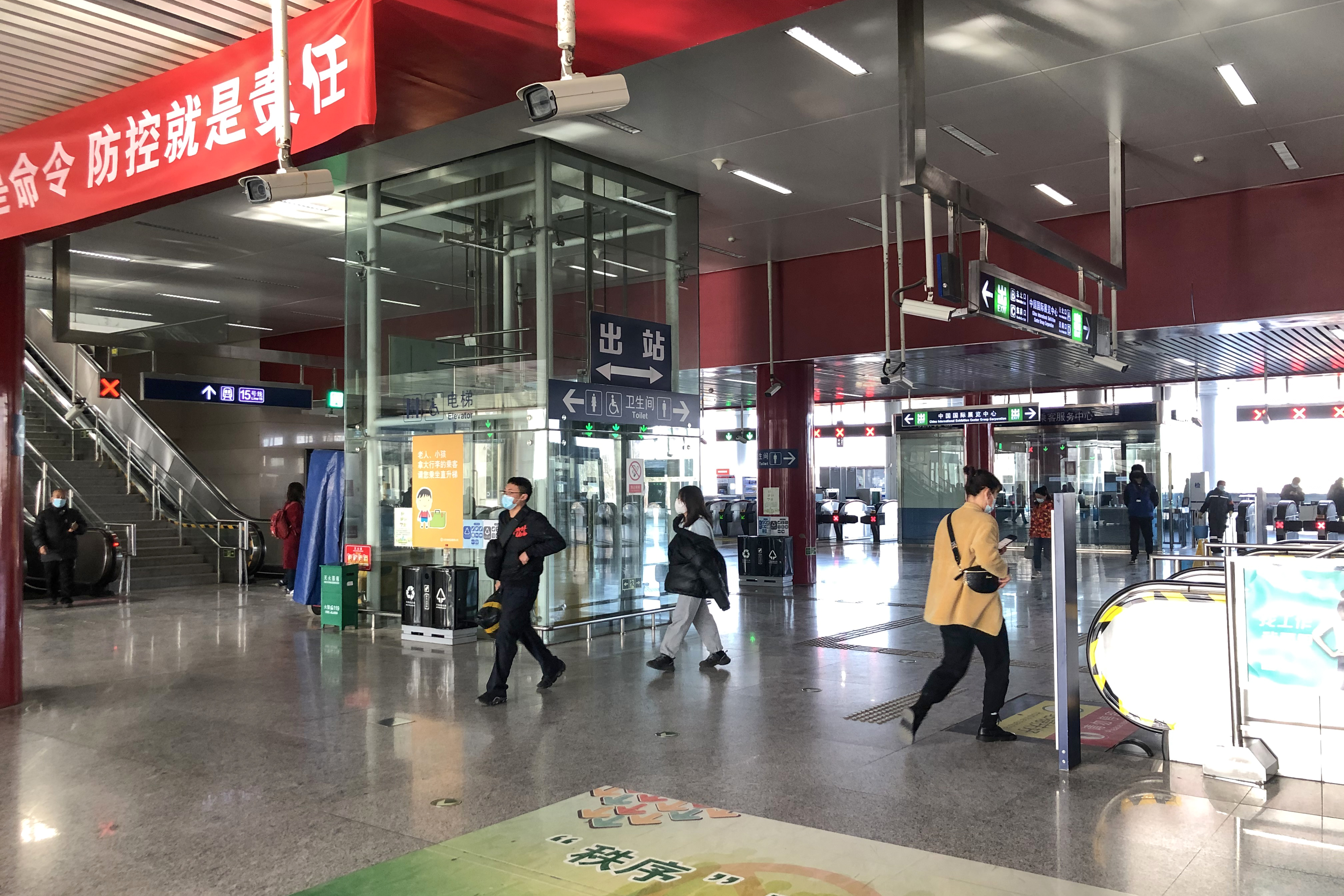
国展站站厅（2021年3月摄）

国展站的站厅位于地上一层，两端设有通往站台的自动扶梯，中部设有通往站台的直梯。

### 站台

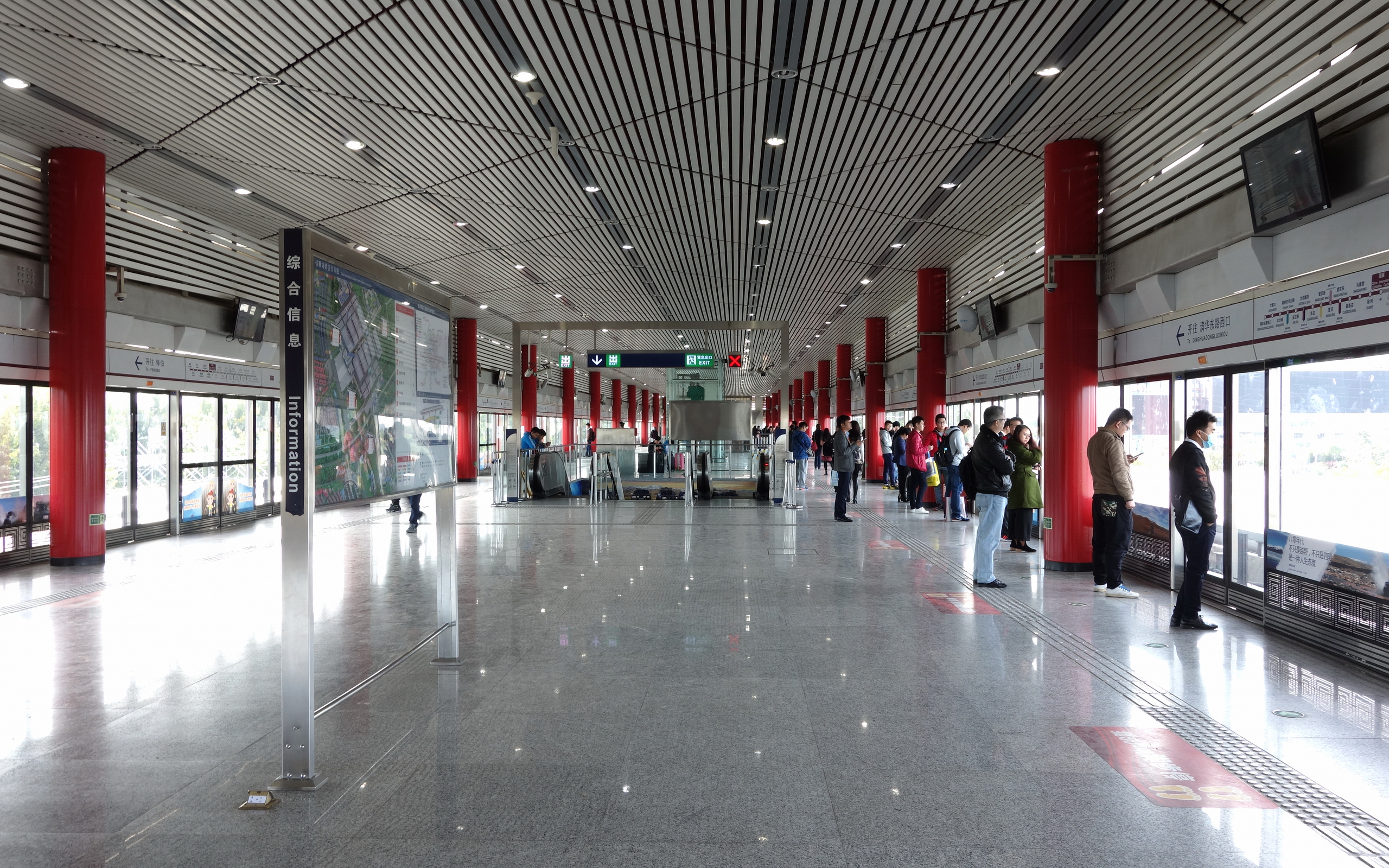
国展站高架岛式站台（2016年10月摄）

国展站设有1个岛式站台，位于车站地上二层，全部站台均设有屏蔽门。

站台全景图（2018年1月摄）

### 出入口
本站设有4个出入口。
|                           |        |                                              |      |  |
| 编号                      | 指示   | 建议前往的目的地                             | 照片 |  |
| 出口 · A · 无障碍通道标志 | 裕东路 | 首都国际会展中心、常青林场                   |      |  |
| 出口 · B · 无障碍通道标志 | 京密路 | 裕达隆小学、空港米兰花园、天恒花园、莲竹花园 |      |  |
| 出口 · C                  | 京密路 |                                              |      |  |
| 出口 · D                  | 裕东路 | 中国国际展览中心顺义新馆                     |      |  |
| 註： 設有                 |        |                                              |      |  |